# At ryge
At ryge er en debatfilm fra 1977 instrueret af Ole Askman efter eget manuskript.

## Handling
I en 8. klasse undervises om rygning og dens skadelige virkninger. Mange i klassen ryger selv og fortæller om, hvornår og hvordan de startede, og hvorfor de er fortsat. Filmen rejser en række spørgsmål og lægger op til diskussion blandt unge mennesker.